# Charlotte Valandrey
Charlotte Valandrey (Paris, 29 de novembro de 1968 – 13 de julho de 2022) foi uma atriz e escritora francesa. Ganhou o Urso de Prata no 36.º Festival de Cinema de Berlim pelo filme Rouge Baiser (1985).

## Vida pessoal
Em sua autobiografia, L'Amour dans le sang ("Love in the Blood"; publicada em 2005), Valandrey revelou ter HIV e o efeito que isso teve em sua carreira. Ela também recebeu um transplante de coração em agosto de 2003.
Em 2001, ela deu à luz sua filha Tara.
Valandrey morreu em 13 de julho de 2022, aos 53 anos de idade.